# Франк Дюше
Франк Дюше (фр. Franck Ducheix, нар. 11 квітня 1962) — французький фехтувальник на шаблях, срібний (1984 рік) та бронзовий (1992 рік) призер Олімпійських ігор.

## Виступи на Олімпіадах
| Олімпіада         | Дисципліна          | Місце |
| ----------------- | ------------------- | ----- |
| Лос-Анджелес 1984 | командна шабля      | 2     |
| Сеул 1988         | командна шабля      | 4     |
| Барселона 1992    | індивідуальна шабля | 18    |
| Барселона 1992    | командна шабля      | 3     |
| Атланта 1996      | індивідуальна шабля | 13    |
| Атланта 1996      | командна шабля      | 5     |